# Carsten Stawitzki

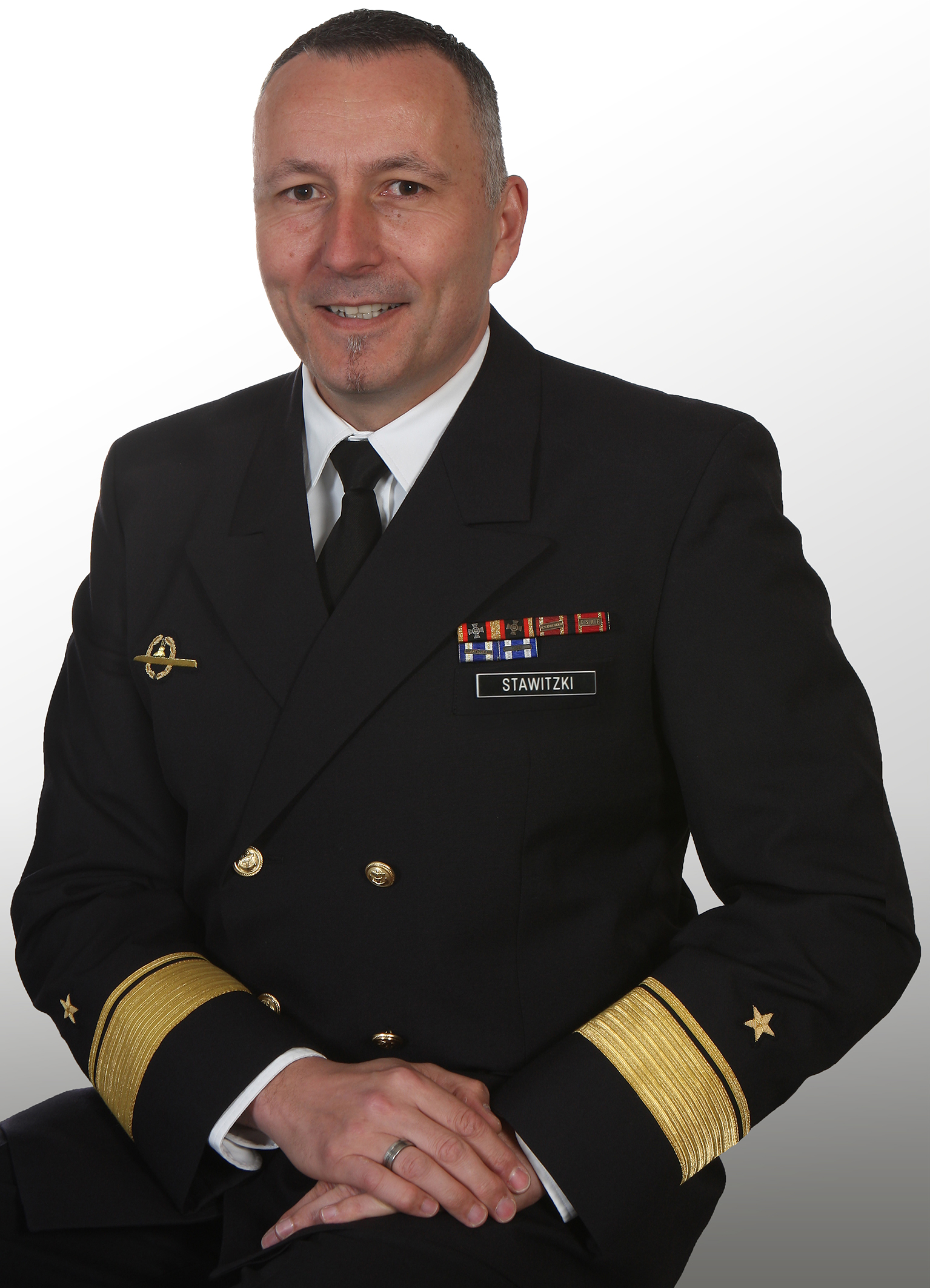
Carsten Stawitzki (2013)

Carsten Stawitzki (* 29. März 1966 in Heidelberg) ist ein Vizeadmiral der Deutschen Marine und Abteilungsleiter Rüstung im Bundesministerium der Verteidigung.

## Militärische Laufbahn

### Ausbildung und erste Verwendungen
Stawitzki absolvierte seine Ausbildung mit der Crew VII/85. Nach dem Studium der Elektrotechnik an der Universität der Bundeswehr in Hamburg absolvierte er von 1990 bis 1992 den A-Lehrgang Schiffstechnik an der Technischen Marineschule in Kiel. Im Anschluss wurde Stawitzki von 1992 bis 1994 als Schiffstechnikoffizier im 1. U-Bootgeschwader in Eckernförde eingesetzt. 1994 absolvierte er den B-Lehrgang Schiffstechnik, um danach von 1994 bis 1996 als Leiter der Systemunterstützungsgruppe im 3. U-Bootgeschwader in Eckernförde verwendet zu werden. 1996 bis 1998 folgte eine Verwendung als Antriebsoffizier der Fregatte Karlsruhe.

### Dienst als Stabsoffizier

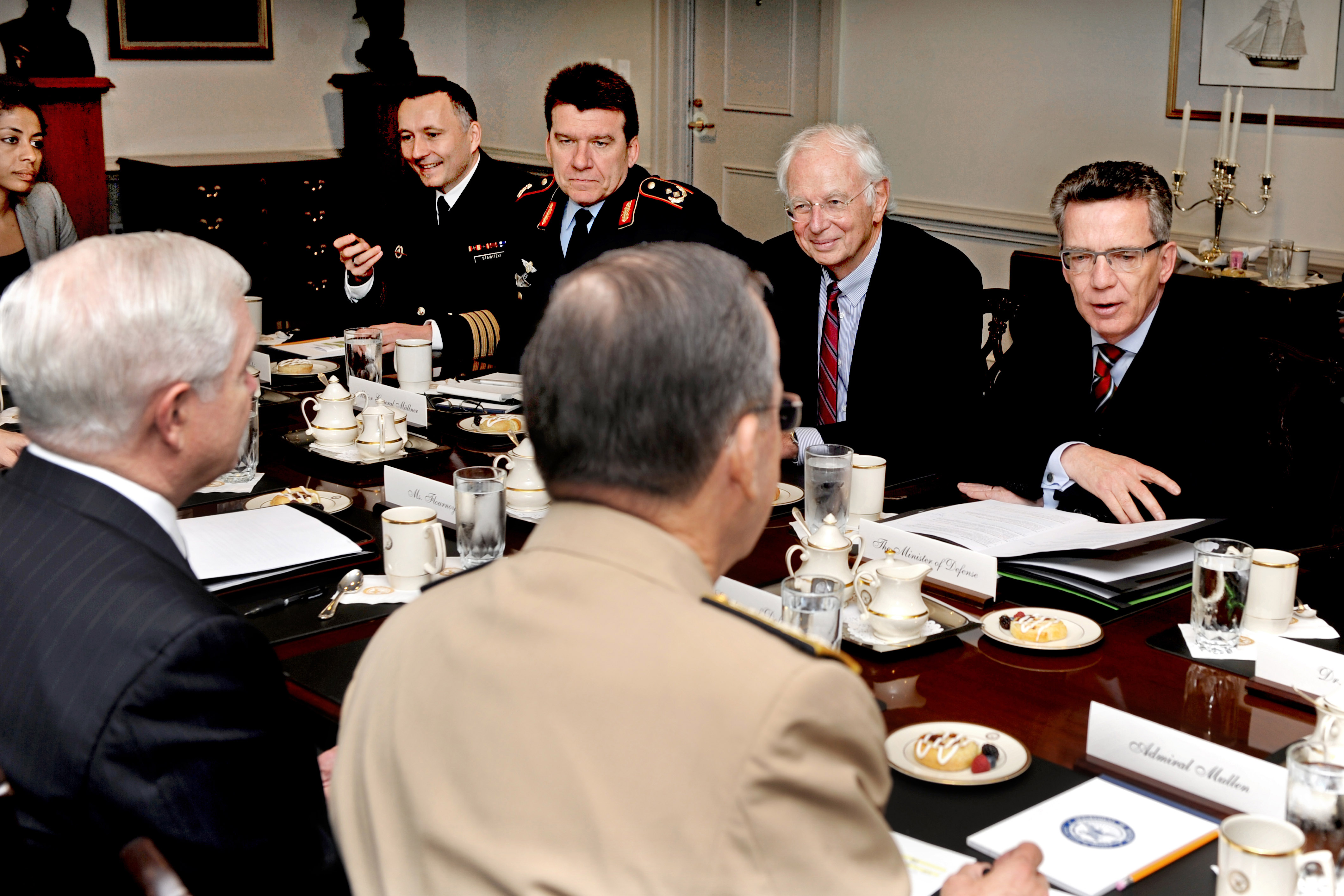
Carsten Stawitzki als Kapitän zur See und Adjutant von Thomas de Maizière bei einer Besprechung im Pentagon (2011, 5. von rechts)

1998 bis 2000 nahm Stawitzki als Teilnehmer am 40. Admiralstabslehrgang an der Führungsakademie der Bundeswehr in Hamburg teil. Seine erste Verwendung als Stabsoffizier führte ihn nach Brüssel. Hier war er von 2000 bis 2002 als Stabsoffizier für Standardisierung, Multinationale Ausrüstung und Logistik, Infrastruktur, Haushalt und Defence Capabilities Initiative beim Deutschen Militärischen Vertreter bei der NATO und EU, Generalleutnant Klaus Wiesmann eingesetzt. 2002 bis 2004 diente Stawitzki als Schiffstechnikoffizier der Fregatte Köln. 2005 folgte eine Verwendung als Dozent an der Führungsakademie der Bundeswehr für Maritime und Streitkräftegemeinsame Logistik im Fachbereich Marine. 2005 bis 2006 wurde Stawitzki als Referent in den Führungsstab der Streitkräfte (Stabsabteilung VI – Bundeswehrplanung) im Bundesministerium der Verteidigung in Bonn versetzt. 2006 bis 2008 diente er in der Stabsabteilung IV – Logistik. Es folgte 2008 bis 2010 eine Verwendung als stellvertretender Adjutant beim Bundesminister der Verteidigung (Franz Josef Jung) und 2010 bis 2013 als Adjutant der Verteidigungsminister Karl Theodor zu Guttenberg und Thomas de Maizière. In diese Zeit fiel auch ein Auslandseinsatz bei ISAF, wo Stawitzki von Februar bis Juni 2013 als stellvertretender Chef des Stabes für Support-Aufgaben im RC NORTH eingesetzt war.

### Dienst als Admiral
Vom 1. Juli 2013 bis zum 29. August 2016 hielt Stawitzki das Kommando über die Marineschule Mürwik.
Ab 1. September 2016 war Stawitzki Nachfolger von Achim Lidsba als Kommandeur der Führungsakademie der Bundeswehr in Hamburg. Auf diesem Dienstposten erfolgte auch die Beförderung zum Konteradmiral. Am 9. Mai 2018 übergab er dieses Kommando an Brigadegeneral Oliver Kohl.
Als Nachfolger von Generalleutnant Benedikt Zimmer wechselte er als Abteilungsleiter Ausrüstung in das Bundesministerium der Verteidigung, womit auch die Beförderung zum Vizeadmiral verbunden war. Zum 1. Februar 2024 wurde die Abteilung in „Rüstung“ umbenannt.

### Einsätze
- 2003: Operation Active Endeavour (OAE)
- Februar bis Juni 2013: ISAF als stellvertretender Chef des Stabes für Support-Aufgaben im RC NORTH (Mazar-i-Scharif, Afghanistan)

### Auszeichnungen
- Ehrenkreuz der Bundeswehr in Gold
- Ehrenkreuz der Bundeswehr Silber
- Ehrenkreuz der Bundeswehr Bronze
- Einsatzmedaille der Bundeswehr Operation Active Endeavour
- Einsatzmedaille der Bundeswehr ISAF
- NATO-Medaille Operation Active Endeavour
- NATO-Medaille ISAF